# Erckmann-Chatrian
Erckmann-Chatrian era el nom amb el qual signaven a mitges les seves obres els dramaturgs i narradors francesos Émile Erckmann (1822-1899) i Alexandre Chatrian (1826-1890). Ambdós van néixer al Departament de Mosel·la, a la regió de la Lorena, a l'extrem nord-est de França. Es van especialitzar en històries militars i en relats de fantasmes, sempre amb un cert toc burleta, que ambientaven preferentment en regions rústiques dels boscos dels Vosges i de la seva Alsàcia natal, per la qual cosa utilitzaven tècniques inspirades en els contistes de la veïna Selva Negra alemanya.
Es van conèixer la primavera del 1847 i la seva amistat va perdurar fins que es van barallar abruptament el 1886, després de la qual cosa no van tornar a aparèixer històries signades per ambdós escriptors. Chatrian va morir el 1890, i llavors Erckmann va publicar diverses peces amb el seu propi nom.
Contes d'horror sobrenatural que es van fer famosos més enllà de les fronteres franceses van ser Le Rêve du cousin Elof, Le Bourgmestre en bouteille i Hugues-le-loup.
Aquests dos autors van ser molt valorats per l'important escriptor de relats de fantasmes anglès Montague Rhodes James.
En part a causa del seu republicanisme, van ser lloats així mateix per Victor Hugo i Émile Zola, i atacats ferotgement a les pàgines del diari Le Figaro. Van guanyar popularitat des del 1859 pels seus sentiments nacionalistes, antimilitaristes i antialemanys, i van aconseguir diverses vegades best-sellers, si bé no van deixar de tenir problemes amb la censura política al llarg de tota la seva carrera.
Se sap que les narracions van ser escrites en la seva major part per Erckmann, i els drames per Chatrian.
Tots els estius se celebra un festival en honor dels dos autors en la ciutat natal d'Erckmann, Phalsbourg (o Pfalzburg), on es troba un museu militar en el qual s'exhibeixen diverses edicions originals de les seves obres.

## Obres
Primers treballs

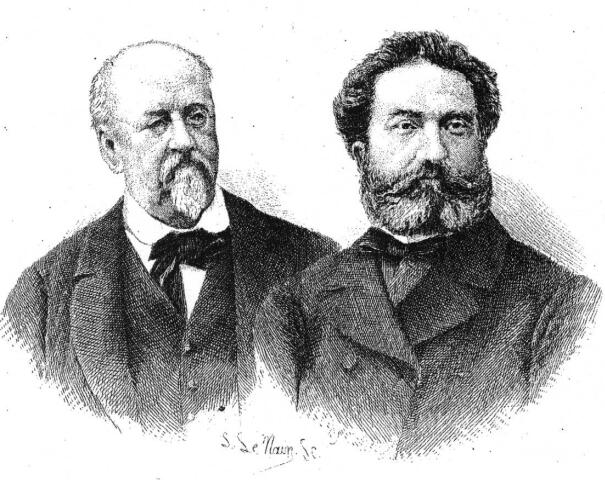
Émile Erckmann i Alexandre Chatrian.

- Malédiction; Vin rouge et vin blanc (1849)
- L'Alsace en 1814 (drama, 1850)
- Science et génie (1850)
- Schinderhannes ou les Brigands des Vosges (1852)
- Le Bourgmestre en bouteille (1856)
- L'Illustre Docteur Mathéus (1856)
- Contes fantastiques: Le Requiem du corbeau, Rembrandt et L'Œil invisible (1857)
- Gretchen et La Pie (1858)

Des del 1859
- Les Lunettes de Hans Schnaps (1859)
- Le Rêve du cousin Elof (1859)
- La Montre du doyen (1859)
- Hans Storkus (1859)
- Les Trois âmes (1859)
- Hugues-le-loup ('Hugo el lobo', 1859)
- Contes de la montagne; Contes fantastiques (1860)
- Maître Daniel Rock (1861)
- Le Fou Yégof (1861)
- L'Invasion ou le Fou Yégof (1862)
- Les Contes du bord du Rhin (1862)
- Confidences d'un joueur de clarinette (1862)
- Madame Thérèse (1863)
- La Taverne du jambon de Mayence (1863)
- Confidences d'un joueur de clarinette (1863)
- Les Amoureux de Catherine (1863)
- Histoire d'un conscrit de 1813 (1864)
- L'Ami Fritz (1864)
- Waterloo (1865)
- Histoire d'un homme du peuple (1865)
- La Maison forestière (1866)
- La Guerre (1866)
- Le Blocus (1866)
- Contes et romans populaires (1867)
- Le Juif polonais (drama, 1867)
- Histoire d'un paysan (1867)

Després de la guerra francoprussiana
- Histoire du plébiscite racontée par un des 7.500.000 oui (assaig, 1871)
- Lettre d'un électeur à son député (pamflet contra els reaccionaris, 1871)
- Les Deux Frères (1871)
- Histoire d'un sous-maître (1871)
- Une campagne en Kabylie (1873)
- Les Années de collège de Maître Nablot (1874)
- Le Brigadier Frédéric, histoire d'un Français chassé par les Allemands (1874)
- Maître Gaspard Fix, histoire d'un conservateur (1875)
- L'Education d'un féodal (1875)
- L'Intérêt des paysans, lettre d'un cultivateur aux paysans de France (assaig, 1876)
- Contes et romans alsaciens (1876)
- Souvenirs d'un ancien chef de chantier à l'isthme de Suez (1876)
- Les Amoureux de Catherine y L'Ami Fritz (drames, adaptats per Chatrian, 1877)
- Contes vosgiens (1877)
- Alsace ou les fiancés d'Alsace (drama, adaptat per Chatrian a partir de 'Histoire du plébiscite', 1880)
- Le Grand-père Lebigre (1880)
- Les Vieux de la vieille (1880)
- Quelques mots sur l'esprit humain (assaig, resum de la filosofia d'Erckmann, 1880)
- Le Banni (secuela de 'Le Brigadier Frédéric', 1881)
- La Taverne des Trabans (drama, adaptado a partir de 'La Taverne du jambon de Mayence', 1881)
- Les Rantzau (drama, adaptat a partir de 'Deux Frères', 1882)
- Madame Thérèse (drama, adaptat per Chatrian, 1882)
- Le Banni (1882)
- Le Fou Chopine (drama, adaptat a partir de 'Gretchen', 1883)
- Époques mémorables de l'Histoire de France: avant ’89 (1884)
- Myrtille (drama, 1885)
- L'Art et les grands idéalistes (asssig, 1885)
- Pour les enfants (assaig, 1888)